# Пассаж Яушевых (Костанай)
Пассаж купцов Яушевых — памятник архитектуры, расположенный в Костанае, Казахстан. Здание является памятником истории и культуры местного значения Костанайской области. Ныне в нём размещается областной историко-краеведческий музей и Дом Дружбы.

## История
Пассаж был построен в 1902 году по заказу фирмы братьев Яушевых, троицких купцов первой гильдии. У братьев Яушевых был универсальный магазин в Троицке, а также магазины в Ташкенте, Челябинске, Кульдже, Токмаке, Аулие-Ата и Казани. На средства братьев Яушевых в Кустанае была построена мечеть.
Пассаж постоянно достраивался купцами.
Главой кустанайского отделения торговых домов был Абдулвали Яушев.
После революции Яушевы эмигрировали заграницу, здание оставалось торговым заведением бывшего компаньона Стахеева, но уже в 1919 году в здании открылась 1-я советская типография.
В годы Великой Отечественной войны в подвал здания эвакуировали коллекции Государственного исторического музея. В 1960-е годы здание реконструировали и первоначальный вид здания был полностью изменён, особенно первый этаж. Были утрачены водосточные трубы и декоративные элементы кровли, парапета, печных труб (дымники).
До 1989 года в здании находился Центральный универмаг, затем здание начали реконструировать для музея.
С 1995 года в здании работает областной историко-краеведческий музей.
В сентябре 2006 года часть здания была передана Дому Дружбы.

## Описание
Двухэтажное Г-образное здание расположено на пересечении улиц Аль-Фараби и Алтынсарина. Сооружение построено из крипича, оштукатуренное с последующей побелкой, на бутовом фундаменте. Внутри здания три прямоугольных торговых залов на каждом этаже окна, которых выходят на центральные улицы. Служебные помещения сгруппированы в отсеки.
Часть здания, в котором находится Дом дружбы, была пристроена позже, поэтому западный фасад имеет современный вид. Кроме того, первый этаж после реконструкций в советское время не сохранил первоначальный облик.
Коробовые купола покрыты металлической кровлей в «шашку». В XIX – начале XX вв. такое покрытие характерно для церквей, но также встречается и в жилых домах. Часть декоративных элементов была утеряна во время реконструкций.
Высота сооружения – 10 м. Размеры в плане – 38,4 х  58,4 м.